# Vale de Juncal
Localidade do concelho de Mirandela,situada na margem direita do rio Tuela, pertence à freguesia de Abambres, Região do Norte e sub-região do Alto Trás-os-Montes,Portugal, com cerca de 200 habitantes.
Aldeia muito antiga, em cuja zona velha ainda se podem observar várias habitações seculares integralmente construídas em xisto.
O seu Orago é São Sebastião, cujas festividades tradicionais se realizavam no primeiro Domingo do mês de Fevereiro de cada ano.
Equipamentos colectivos: Capela de S. Sebastião, Cemitério e Praia fluvial no rio Tuela;
Colectividades: Associação Cultural,Recreativa e Ambiental Eduardo Canavez (ACRA-EC);
Património cultural e edificado: Capela, fonte do Freixo, ponte da Formigosa, construções em xisto e as ruínas megalíticas do Dólmen de Prado Santo;